# Liste der Universitäten und Hochschulen in Jacksonville (Florida)

## Bundeshochschulen
- Florida State College at Jacksonville
- St. Johns River State College
- University of Florida Health Science Center
- University of North Florida

## Private Hochschulen
- Art Institute of Jacksonville
- Edward Waters College
- Flagler College
- Florida Coastal School of Law
- Jacksonville University
- Jones College